# Корепетиција
Корепетиција (лат. cum са i repetere понављати) je:
1. Музичка проба солисте/а (инструменталиста, певач или играч), хора или играчког ансамбла, најчешће уз пратњу клавира.
Служи за: 1. изучавање неког дела или 2. увежбавање музичара за будући јавни наступ у виду:
a) концерта солисте уз пратњу клавира, гитаре, хармонике,
b) концерта солисте са оркестром; балета, опере, оперете, мјузикла итд. На овим пробама клавир опонаша оркестар.
Сврха корепетиције је да се многим понављањима увежба корелација између свих извођача у музичком комаду. Уласци, темпо, динамика, агогика, артикулација, интерпретација, музицирање, музичка меморија, психичка и физичка кондиција, само су неки делови корепетиције. 
Музички комад, композиција, добија свој живот, право значење, смисао и постаје целина тек на пробама уз пратњу клавира (ово се, нормално, не односи на комаде без пратње, тзв. соло). 
Корепетиција је важан фактор у развоју сваког музичара.
2. Музички предмет у музичким школама и на музичким факултетима, који музичара припрема за корепетитора.